# FK Berane
FK Berane este un club de fotbal din Berane, Muntenegru.